# Mercedes Milá
María de las Mercedes Milá Mencos (Esplugas de Llobregat, Barcelona, 5 de abril de 1951) es una periodista y presentadora de televisión española. Durante su carrera ha presentado diversos programas de entrevistas y debate, como Buenas noches (1983), Jueves a jueves (1986), Queremos saber (1992) o Milá vs. Milá (2023); y a partir del año 2000, presentó quince ediciones de la versión española del concurso Gran Hermano (2000-01 / 2002-15).

## Biografía
Es la mayor de los hijos del abogado e industrial José Luis Milá Sagnier, II conde de Montseny (1918-2012), y de Mercedes Mencos Bosch (1926-2019), aristócratas barceloneses. Tiene cinco hermanos: Clementina (1953), Reyes (1954), José María, actual conde de Montseny (1956), Lorenzo (1960), periodista y presentador, e Inés (1962). Le correspondía por herencia de su padre el Condado de Montseny, título nobiliario al que renunció en favor de su hermano José María.
Por vía materna es la mayor de los nietos de Manuel Mencos y Ezpeleta y de Mercedes Bosch Catarinéu, marqueses del Amparo, y por tanto bisnieta del doctor Rómulo Bosch, médico, alcalde de Barcelona y propietario del Parque de Atracciones Tibidabo. Fueron hermanos de su padre el diseñador industrial Leopoldo Milá, el promotor del diseño Miguel Milá y el arquitecto Alfonso Milá.

## Trayectoria profesional

### 1974-1978: Inicios en radio y primeros proyectos televisivos
Empezó la carrera de Filosofía y Letras, pero la abandonó para empezar Periodismo, del que se graduó en 1974. En el mismo año, Mercedes se introdujo ya en el medio empezando por la prensa escrita y concretamente en El correo de Andalucía y en secciones deportivas de la revista Don balón hasta que se inició en la radio de mano de Luis del Olmo en el programa A toda radio durante 3 años. Cursó estudios de Periodismo y Filosofía y Letras en Barcelona. Poco después comenzó a trabajar en los servicios informativos de Televisión Española. Meses más tarde, se integró en la redacción de deportivos, en la que permaneció entre 1974 y 1978. En esa época apenas salió en pantalla y compaginó su actividad con colaboraciones de radio en el programa de Luis del Olmo. Comenzó a ser un rostro conocido cuando, en 1978, fue seleccionada para presentar, junto a Isabel Tenaille, el programa de entrevistas Dos por dos, de Fernando García Tola, que alcanzó gran aceptación por parte de los espectadores. Pese al reconocimiento, tras la cancelación del espacio no recibió nuevas ofertas de televisión y regresó a la radio, interviniendo en el programa de Iñaki Gabilondo en Radio Madrid.

### 1982-1999: Vuelta a la televisión, breve paso por TV3, TVE y Antena 3

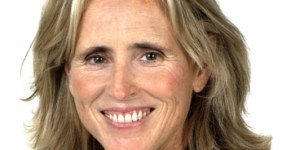
Mercedes Milá

Su vuelta a televisión se produjo en 1982 con el programa Buenas noches, que inaugura un formato de debate y entrevistas producido por su pareja de entonces José Sámano y que se emite en diferentes cadenas hasta 1995. Se convirtió en uno de los éxitos de la temporada y se prolongó hasta 1984. Posteriormente vendría Jueves a jueves (1986), un espacio de características muy similares. Su peculiar manera de dirigirse a la cámara, y su estilo distendido, incisivo y directo con los invitados, que desplegaba en ambos programas, la convirtieron en una de las más cotizadas periodistas de televisión de la década. Famosas se hicieron algunas de sus entrevistas, como las que realizó a Camilo José Cela, quien describió su habilidad para absorber agua de una palangana por vía anal.
Es conocida por presentar durante 15 años la adaptación española del célebre concurso de telerrealidad, Gran Hermano, excepto la tercera edición en el año 2002. En septiembre de 2016 en la gala inaugural de Gran Hermano 17, la presentadora se despide oficialmente ante su público, cediendo su vacante a Jorge Javier Vázquez.
Tras un breve paso por TV3 con el programa Dillus, dilluns, en 1988, y de nuevo en TVE con El martes que viene, en 1990, ya entrada la década de los noventa vuelve a la actualidad al ser fichada por Antena 3 para conducir el exitoso espacio de entrevistas y debate Queremos saber (1992-1993), espacio que se hizo célebre por una entrevista a Francisco Umbral, que se irritó profundamente con la periodista al no preguntarle sobre el último libro que el escritor estaba promocionando. Este programa tendría su continuación diez años después con Queremos saber más (2002). Continuaría en esa cadena con Más que palabras (1995) y el fallido Sin límites (1998), junto a Jesús Hermida.

### 2000-2017: Reconocimiento y éxitos, contrato con Mediaset España
Desde 2000 y hasta 2015 presentó el reality show Gran Hermano (excepto la tercera edición que fue presentada por Pepe Navarro). En 2010, presentó GH: El Reencuentro, y en 2012, tras la edición decimotercera del reality, el epílogo de la edición, de tres semanas, GH: La Revuelta.
El 7 de septiembre de 2016, aparece en la gala inaugural de Gran Hermano 17, ovacionada por el público y el equipo del programa. La mítica presentadora del formato se despide oficialmente del formato ante su fiel público del programa y los ex-concursantes de las anteriores ediciones de Gran Hermano en una emotiva despedida, cediendo su vacante a Jorge Javier Vázquez, decisión que no gustó a mucha gente.
Desde 2004 y hasta 2014 compaginó GH con el programa de periodismo de investigación Diario de, una serie de reportajes de investigación puntuales. En 2011, pasó a emitirse en el canal Cuatro de forma semanal. En 2013, abandona puntualmente este programa para presentar GH, y tras su término, regresó a este formato. En abril de 2009 se incorporó en el inicio del programa como colaboradora al late show semanal de Telecinco La tribu, presentado por Xavier Sardà. Sin embargo, abandonó el programa dos semanas después de su estreno.
En diciembre de 2011 fue jurado del concurso de oratoria de Cuatro llamado El comecocos, junto al político Albert Rivera. Pero el programa acabó varias semanas más tarde de su estreno, siendo el plató más alto del mundo. En el 2016 Mercedes Milá se embarcó en nuevo proyecto televisivo: Convénzeme, con Z de Zweig  Archivado el 9 de junio de 2016 en Wayback Machine., cuyo objetivo era animar a la gente a leer, dando la oportunidad a ciudadanos anónimos de opinar sobre un libro que no les hubiera gustado y otro que hubiese cambiado sus vidas.

### 2018-act.: Nueva etapa en Movistar+ y en TVE
En mayo de 2018, durante una rueda de prensa en la sede de la productora Zanskar (Volando Voy, Planeta Calleja, The Running Show, Maratón Man, Radio Gaga...), se anuncia su vuelta a la pequeña pantalla con Scott y Milá, un "personality" junto a su perro Scott para el 'canal #0 de Movistar+, cuyo director, Fernando Jerez, explica como un formato que "se aleja del periodismo para acercarse más a la emoción". La idea original es de María Ruiz, productora ejecutiva del programa y CEO (junto a Jesús Calleja) de Zanskar Producciones), y está dirigido por David Moncasi.
La primera temporada, con cuatro capítulos de 50 minutos de duración y periodicidad semanal, se estrena el jueves 28 de febrero de 2019. La segunda temporada, con cuatro capítulos más, está prevista para finales de septiembre de 2019. El programa finalizó en su tercera temporada en 2021. Desde septiembre de 2021, comenzó un nuevo proyecto televisivo de entrevistas: Milá vs. Milá. Tras tres temporadas, en mayo de 2023, se emitió el último programa. En 2022, presentó un especial en formato de entrevista en el canal #0, junto con el actor William Levy, titulado: Milá y Levy.
En septiembre de 2023, la presentadora firma un nuevo contrato con TVE tras tres décadas de su último proyecto, para presentar un nuevo programa de entrevistas en la cadena de televisión La 1. Semanas más tarde se dio a conocer el nombre del programa, No sé de qué me hablas, copresentado junto a Inés Hernand. En 2024, el programa fue cancelado. En 2025, se pondrá al frente de un nuevo formato de entrevistas, recorriendo el territorio peninsular en caravana, titulado: Me meto en un jardín.

## Otros proyectos
En 2010, Milá y otros 49 socios más compraron a Montserrat Serrano, la librería que regentaba en la Calle de Buenos Aires de Barcelona. La librería cuyo nombre era Bernat se transformó a +Bernat. Desde entonces hasta la actualidad , Milá es la encargada de llevar el negocio y de realizar actividades dentro de la librería como firmas de libros y charlas, con fines de fomentar la literatura y los libros.

## Vida personal
Estuvo casada con el productor de televisión José Sámano durante más de veinte años hasta su divorcio en 1997. También mantuvo una relación sentimental con el empresario Carlos Castillo. La presentadora reside entre Maó (Menorca), Madrid y Esplugues de Llobregat (Barcelona).

### Salud
En abril de 2018, la presentadora acudió al programa Salvados, de Jordi Évole, donde explicó al periodista catalán que una depresión era el verdadero motivo de su salida de Gran Hermano y que -al hacerlo público en ese momento- su intención era dar visibilidad a la enfermedad y ayudar a las personas que la padecían.

### Ancestros
| \| \| \| \| \| \| \| \| \| \| \| \| \| \| \| \| \| \| \| \| 8. José María Milá Pi, Alcalde de Barcelona \| \| \| \| \| \| \| \| \| \| \| \| \| \| \| \| \| \| \| \| \| \| \| \| \| \| \| \| \| \| \| \| \| \| \| \| \| \| \| \| \| \| \| \| \| \| \| \| \| \| \| \| \| \| 4. José María Milá Camps, I Conde de Montseny \| \| \| \| \| \| \| \| \| \| \| \| \| \| \| \| \| \| \| \| \| \| \| \| \| \| \| \| \| \| \| \| \| \| \| \| \| \| \| \| \| \| \| \| \| \| \| \| \| \| \| \| \| \| 18. Miguel Camps \| \| \| \| \| \| \| \| \| \| \| \| \| \| \| \| \| \| \| \| \| \| \| \| \| \| \| \| \| \| \| \| \| \| \| \| \| \| \| \| \| \| \| \| \| \| \| \| \| \| \| \| \| \| 9. María del Carmen Camps Pujol \| \| \| \| \| \| \| \| \| \| \| \| \| \| \| \| \| \| \| \| \| \| \| \| \| \| \| \| \| \| \| \| \| \| \| \| \| \| \| \| \| \| \| \| \| \| \| \| \| \| \| \| \| \| 19. Madrona Pujol Baucis \| \| \| \| \| \| \| \| \| \| \| \| \| \| \| \| \| \| \| \| \| \| \| \| \| \| \| \| \| \| \| \| \| \| \| \| \| \| \| \| \| \| \| \| \| \| \| \| \| \| \| \| \| \| 2. José Luis Milá Sagnier, II Conde de Montseny \| \| \| \| \| \| \| \| \| \| \| \| \| \| \| \| \| \| \| \| \| \| \| \| \| \| \| \| \| \| \| \| \| \| \| \| \| \| \| \| \| \| \| \| \| \| \| \| \| \| \| \| \| \| 20. Luis Sagnier Nadal \| \| \| \| \| \| \| \| \| \| \| \| \| \| \| \| \| \| \| \| \| \| \| \| \| \| \| \| \| \| \| \| \| \| \| \| \| \| \| \| \| \| \| \| \| \| \| \| \| \| \| \| \| \| 10. Leopoldo Sagnier Villavecchia \| \| \| \| \| \| \| \| \| \| \| \| \| \| \| \| \| \| \| \| \| \| \| \| \| \| \| \| \| \| \| \| \| \| \| \| \| \| \| \| \| \| \| \| \| \| \| \| \| \| \| \| \| \| 21. Clementina Villavecchia Busquets \| \| \| \| \| \| \| \| \| \| \| \| \| \| \| \| \| \| \| \| \| \| \| \| \| \| \| \| \| \| \| \| \| \| \| \| \| \| \| \| \| \| \| \| \| \| \| \| \| \| \| \| \| \| 5. Montserrat Sagnier Costa \| \| \| \| \| \| \| \| \| \| \| \| \| \| \| \| \| \| \| \| \| \| \| \| \| \| \| \| \| \| \| \| \| \| \| \| \| \| \| \| \| \| \| \| \| \| \| \| \| \| \| \| \| \| 11. Paulina Costa Vila \| \| \| \| \| \| \| \| \| \| \| \| \| \| \| \| \| \| \| \| \| \| \| \| \| \| \| \| \| \| \| \| \| \| \| \| \| \| \| \| \| \| \| \| \| \| \| \| \| \| \| \| \| \| 1. María de las Mercedes Milá Mencos \| \| \| \| \| \| \| \| \| \| \| \| \| \| \| \| \| \| \| \| \| \| \| \| \| \| \| \| \| \| \| \| \| \| \| \| \| \| \| \| \| \| \| \| \| \| \| \| \| \| \| \| \| \| 24. Joaquín Ignacio Mencos Manso de Zúñiga, VIII Conde de Guenduláin \| \| \| \| \| \| \| \| \| \| \| \| \| \| \| \| \| \| \| \| \| \| \| \| \| \| \| \| \| \| \| \| \| \| \| \| \| \| \| \| \| \| \| \| \| \| \| \| \| \| \| \| \| \| 12. Manuel Mencos Ezpeleta, II Marqués del Amparo \| \| \| \| \| \| \| \| \| \| \| \| \| \| \| \| \| \| \| \| \| \| \| \| \| \| \| \| \| \| \| \| \| \| \| \| \| \| \| \| \| \| \| \| \| \| \| \| \| \| \| \| \| \| 25. María del Pilar Ezpeleta Aguirre-Zuazo, VII Condesa del Vado \| \| \| \| \| \| \| \| \| \| \| \| \| \| \| \| \| \| \| \| \| \| \| \| \| \| \| \| \| \| \| \| \| \| \| \| \| \| \| \| \| \| \| \| \| \| \| \| \| \| \| \| \| \| 6. Manuel Mencos Ezpeleta, III Marqués del Amparo \| \| \| \| \| \| \| \| \| \| \| \| \| \| \| \| \| \| \| \| \| \| \| \| \| \| \| \| \| \| \| \| \| \| \| \| \| \| \| \| \| \| \| \| \| \| \| \| \| \| \| \| \| \| 26. José María Ezpeleta Aguirre-Zuazo (hermano de 25) \| \| \| \| \| \| \| \| \| \| \| \| \| \| \| \| \| \| \| \| \| \| \| \| \| \| \| \| \| \| \| \| \| \| \| \| \| \| \| \| \| \| \| \| \| \| \| \| \| \| \| \| \| \| 13. María Ezpeleta Samaniego \| \| \| \| \| \| \| \| \| \| \| \| \| \| \| \| \| \| \| \| \| \| \| \| \| \| \| \| \| \| \| \| \| \| \| \| \| \| \| \| \| \| \| \| \| \| \| \| \| \| \| \| \| \| 27. María de la Soledad Samaniego Asper de Neoburg \| \| \| \| \| \| \| \| \| \| \| \| \| \| \| \| \| \| \| \| \| \| \| \| \| \| \| \| \| \| \| \| \| \| \| \| \| \| \| \| \| \| \| \| \| \| \| \| \| \| \| \| \| \| 3. Mercedes Mencos Bosch \| \| \| \| \| \| \| \| \| \| \| \| \| \| \| \| \| \| \| \| \| \| \| \| \| \| \| \| \| \| \| \| \| \| \| \| \| \| \| \| \| \| \| \| \| \| \| \| \| \| \| \| \| \| 28. Félix Bosch Pausas \| \| \| \| \| \| \| \| \| \| \| \| \| \| \| \| \| \| \| \| \| \| \| \| \| \| \| \| \| \| \| \| \| \| \| \| \| \| \| \| \| \| \| \| \| \| \| \| \| \| \| \| \| \| 14. Rómulo Bosch Alsina, Alcalde de Barcelona \| \| \| \| \| \| \| \| \| \| \| \| \| \| \| \| \| \| \| \| \| \| \| \| \| \| \| \| \| \| \| \| \| \| \| \| \| \| \| \| \| \| \| \| \| \| \| \| \| \| \| \| \| \| 29. Mercedes Alsina Costas \| \| \| \| \| \| \| \| \| \| \| \| \| \| \| \| \| \| \| \| \| \| \| \| \| \| \| \| \| \| \| \| \| \| \| \| \| \| \| \| \| \| \| \| \| \| \| \| \| \| \| \| \| \| 7. Mercedes Bosch Catarinéu \| \| \| \| \| \| \| \| \| \| \| \| \| \| \| \| \| \| \| \| \| \| \| \| \| \| \| \| \| \| \| \| \| \| \| \| \| \| \| \| \| \| \| \| \| \| \| \| \| \| \| \| \| \| 30. Ramón Catarinéu Castells \| \| \| \| \| \| \| \| \| \| \| \| \| \| \| \| \| \| \| \| \| \| \| \| \| \| \| \| \| \| \| \| \| \| \| \| \| \| \| \| \| \| \| \| \| \| \| \| \| \| \| \| \| \| 15. Ángeles Catarinéu Ferrán \| \| \| \| \| \| \| \| \| \| \| \| \| \| \| \| \| \| \| \| \| \| \| \| \| \| \| \| \| \| \| \| \| \| \| \| \| \| \| \| \| \| \| \| \| \| \| \| \| \| \| \| \| \| 31. Francisca Ferrán Dalmases \| \| \| \| \| \| \| \| \| \| \| \| \| \| \| \| \| \| \| \| \| \| \| \| \| \| \| \| \| \| \| \| \| \| \| \| \| \| \| \| \| \| \| \| \| \| \| \| \| \| \| \| |                                                                      |  |  |  |  |  |  |  |  |  |  |  |  |  |  |  |
| |                                                                      |  |  |  |  |  |  |  |  |  |  |  |  |  |  |  |
| | 8. José María Milá Pi, Alcalde de Barcelona                          |  |  |  |  |  |  |  |  |  |  |  |  |  |  |  |
| |                                                                      |  |  |  |  |  |  |  |  |  |  |  |  |  |  |  |
| |                                                                      |  |  |  |  |  |  |  |  |  |  |  |  |  |  |  |
| | 4. José María Milá Camps, I Conde de Montseny                        |  |  |  |  |  |  |  |  |  |  |  |  |  |  |  |
| |                                                                      |  |  |  |  |  |  |  |  |  |  |  |  |  |  |  |
| |                                                                      |  |  |  |  |  |  |  |  |  |  |  |  |  |  |  |
| | 18. Miguel Camps                                                     |  |  |  |  |  |  |  |  |  |  |  |  |  |  |  |
| |                                                                      |  |  |  |  |  |  |  |  |  |  |  |  |  |  |  |
| |                                                                      |  |  |  |  |  |  |  |  |  |  |  |  |  |  |  |
| | 9. María del Carmen Camps Pujol                                      |  |  |  |  |  |  |  |  |  |  |  |  |  |  |  |
| |                                                                      |  |  |  |  |  |  |  |  |  |  |  |  |  |  |  |
| |                                                                      |  |  |  |  |  |  |  |  |  |  |  |  |  |  |  |
| | 19. Madrona Pujol Baucis                                             |  |  |  |  |  |  |  |  |  |  |  |  |  |  |  |
| |                                                                      |  |  |  |  |  |  |  |  |  |  |  |  |  |  |  |
| |                                                                      |  |  |  |  |  |  |  |  |  |  |  |  |  |  |  |
| | 2. José Luis Milá Sagnier, II Conde de Montseny                      |  |  |  |  |  |  |  |  |  |  |  |  |  |  |  |
| |                                                                      |  |  |  |  |  |  |  |  |  |  |  |  |  |  |  |
| |                                                                      |  |  |  |  |  |  |  |  |  |  |  |  |  |  |  |
| | 20. Luis Sagnier Nadal                                               |  |  |  |  |  |  |  |  |  |  |  |  |  |  |  |
| |                                                                      |  |  |  |  |  |  |  |  |  |  |  |  |  |  |  |
| |                                                                      |  |  |  |  |  |  |  |  |  |  |  |  |  |  |  |
| | 10. Leopoldo Sagnier Villavecchia                                    |  |  |  |  |  |  |  |  |  |  |  |  |  |  |  |
| |                                                                      |  |  |  |  |  |  |  |  |  |  |  |  |  |  |  |
| |                                                                      |  |  |  |  |  |  |  |  |  |  |  |  |  |  |  |
| | 21. Clementina Villavecchia Busquets                                 |  |  |  |  |  |  |  |  |  |  |  |  |  |  |  |
| |                                                                      |  |  |  |  |  |  |  |  |  |  |  |  |  |  |  |
| |                                                                      |  |  |  |  |  |  |  |  |  |  |  |  |  |  |  |
| | 5. Montserrat Sagnier Costa                                          |  |  |  |  |  |  |  |  |  |  |  |  |  |  |  |
| |                                                                      |  |  |  |  |  |  |  |  |  |  |  |  |  |  |  |
| |                                                                      |  |  |  |  |  |  |  |  |  |  |  |  |  |  |  |
| | 11. Paulina Costa Vila                                               |  |  |  |  |  |  |  |  |  |  |  |  |  |  |  |
| |                                                                      |  |  |  |  |  |  |  |  |  |  |  |  |  |  |  |
| |                                                                      |  |  |  |  |  |  |  |  |  |  |  |  |  |  |  |
| | 1. María de las Mercedes Milá Mencos                                 |  |  |  |  |  |  |  |  |  |  |  |  |  |  |  |
| |                                                                      |  |  |  |  |  |  |  |  |  |  |  |  |  |  |  |
| |                                                                      |  |  |  |  |  |  |  |  |  |  |  |  |  |  |  |
| | 24. Joaquín Ignacio Mencos Manso de Zúñiga, VIII Conde de Guenduláin |  |  |  |  |  |  |  |  |  |  |  |  |  |  |  |
| |                                                                      |  |  |  |  |  |  |  |  |  |  |  |  |  |  |  |
| |                                                                      |  |  |  |  |  |  |  |  |  |  |  |  |  |  |  |
| | 12. Manuel Mencos Ezpeleta, II Marqués del Amparo                    |  |  |  |  |  |  |  |  |  |  |  |  |  |  |  |
| |                                                                      |  |  |  |  |  |  |  |  |  |  |  |  |  |  |  |
| |                                                                      |  |  |  |  |  |  |  |  |  |  |  |  |  |  |  |
| | 25. María del Pilar Ezpeleta Aguirre-Zuazo, VII Condesa del Vado     |  |  |  |  |  |  |  |  |  |  |  |  |  |  |  |
| |                                                                      |  |  |  |  |  |  |  |  |  |  |  |  |  |  |  |
| |                                                                      |  |  |  |  |  |  |  |  |  |  |  |  |  |  |  |
| | 6. Manuel Mencos Ezpeleta, III Marqués del Amparo                    |  |  |  |  |  |  |  |  |  |  |  |  |  |  |  |
| |                                                                      |  |  |  |  |  |  |  |  |  |  |  |  |  |  |  |
| |                                                                      |  |  |  |  |  |  |  |  |  |  |  |  |  |  |  |
| | 26. José María Ezpeleta Aguirre-Zuazo (hermano de 25)                |  |  |  |  |  |  |  |  |  |  |  |  |  |  |  |
| |                                                                      |  |  |  |  |  |  |  |  |  |  |  |  |  |  |  |
| |                                                                      |  |  |  |  |  |  |  |  |  |  |  |  |  |  |  |
| | 13. María Ezpeleta Samaniego                                         |  |  |  |  |  |  |  |  |  |  |  |  |  |  |  |
| |                                                                      |  |  |  |  |  |  |  |  |  |  |  |  |  |  |  |
| |                                                                      |  |  |  |  |  |  |  |  |  |  |  |  |  |  |  |
| | 27. María de la Soledad Samaniego Asper de Neoburg                   |  |  |  |  |  |  |  |  |  |  |  |  |  |  |  |
| |                                                                      |  |  |  |  |  |  |  |  |  |  |  |  |  |  |  |
| |                                                                      |  |  |  |  |  |  |  |  |  |  |  |  |  |  |  |
| | 3. Mercedes Mencos Bosch                                             |  |  |  |  |  |  |  |  |  |  |  |  |  |  |  |
| |                                                                      |  |  |  |  |  |  |  |  |  |  |  |  |  |  |  |
| |                                                                      |  |  |  |  |  |  |  |  |  |  |  |  |  |  |  |
| | 28. Félix Bosch Pausas                                               |  |  |  |  |  |  |  |  |  |  |  |  |  |  |  |
| |                                                                      |  |  |  |  |  |  |  |  |  |  |  |  |  |  |  |
| |                                                                      |  |  |  |  |  |  |  |  |  |  |  |  |  |  |  |
| | 14. Rómulo Bosch Alsina, Alcalde de Barcelona                        |  |  |  |  |  |  |  |  |  |  |  |  |  |  |  |
| |                                                                      |  |  |  |  |  |  |  |  |  |  |  |  |  |  |  |
| |                                                                      |  |  |  |  |  |  |  |  |  |  |  |  |  |  |  |
| | 29. Mercedes Alsina Costas                                           |  |  |  |  |  |  |  |  |  |  |  |  |  |  |  |
| |                                                                      |  |  |  |  |  |  |  |  |  |  |  |  |  |  |  |
| |                                                                      |  |  |  |  |  |  |  |  |  |  |  |  |  |  |  |
| | 7. Mercedes Bosch Catarinéu                                          |  |  |  |  |  |  |  |  |  |  |  |  |  |  |  |
| |                                                                      |  |  |  |  |  |  |  |  |  |  |  |  |  |  |  |
| |                                                                      |  |  |  |  |  |  |  |  |  |  |  |  |  |  |  |
| | 30. Ramón Catarinéu Castells                                         |  |  |  |  |  |  |  |  |  |  |  |  |  |  |  |
| |                                                                      |  |  |  |  |  |  |  |  |  |  |  |  |  |  |  |
| |                                                                      |  |  |  |  |  |  |  |  |  |  |  |  |  |  |  |
| | 15. Ángeles Catarinéu Ferrán                                         |  |  |  |  |  |  |  |  |  |  |  |  |  |  |  |
| |                                                                      |  |  |  |  |  |  |  |  |  |  |  |  |  |  |  |
| |                                                                      |  |  |  |  |  |  |  |  |  |  |  |  |  |  |  |
| | 31. Francisca Ferrán Dalmases                                        |  |  |  |  |  |  |  |  |  |  |  |  |  |  |  |
| |                                                                      |  |  |  |  |  |  |  |  |  |  |  |  |  |  |  |
| |                                                                      |  |  |  |  |  |  |  |  |  |  |  |  |  |  |  |

## Trabajos

### Programas de televisión
| Año         | Título                        | Cadena             | Notas        |
| ----------- | ----------------------------- | ------------------ | ------------ |
| 1974 - 1978 | Polideportivo                 | TVE                | Presentadora |
| 1978        | Dos por dos                   | TVE                | Presentadora |
| 1982 - 1984 | Buenas noches                 | TVE                | Presentadora |
| 1986        | Jueves a jueves               | TVE                | Presentadora |
| 1988        | Dilluns, dilluns              | TV3                | Presentadora |
| 1990        | El martes que viene           | TVE                | Presentadora |
| 1992 - 1993 | Queremos saber                | Antena 3           | Presentadora |
| 1995        | Más que palabras              | Antena 3           | Presentadora |
| 1998        | Sin límites                   | Antena 3           | Presentadora |
| 2000 - 2015 | Gran Hermano                  | Telecinco          | Presentadora |
| 2002        | Queremos saber más            | Antena 3           | Presentadora |
| 2004 - 2014 | Diario de                     | Telecinco / Cuatro | Presentadora |
| 2007 - 2008 | Dutifrí                       | Telecinco          | Invitada     |
| 2009        | La tribu                      | Telecinco          | Presentadora |
| 2011        | El comecocos                  | Cuatro             | Jurado       |
| 2014        | En la caja                    | Cuatro             | Colaboradora |
| 2016        | Hazte un selfi                | Cuatro             | Invitada     |
| 2016 - 2017 | Convénzeme                    | Be Mad             | Presentadora |
| 2017        | Chester in love               | Cuatro             | Invitada     |
| 2017        | Planeta Calleja               | Cuatro             | Invitada     |
| 2017; 2019  | Volando voy                   | Cuatro             | Invitada     |
| 2018        | El running show               | #0                 | Invitada     |
| 2018        | ¿Dónde estabas entonces?      | La Sexta           | Invitada     |
| 2018        | Salvados                      | La Sexta           | Invitada     |
| 2019 - 2021 | Scott y Milá                  | #0                 | Presentadora |
| 2021 - 2023 | Milá vs Milá                  | #0                 | Presentadora |
| 2021        | La Roca                       | La Sexta           | Invitada     |
| 2021        | La noche D                    | TVE                | Invitada     |
| 2022        | Las tres puertas              | TVE                | Invitada     |
| 2022        | Mujeres Cantan a Rocío Jurado | Mitele             | Presentadora |
| 2022        | Milá y Levy                   | #0                 | Presentadora |
| 2022        | Joaquín, el novato            | Antena 3           | Invitada     |
| 2023        | Sálvame Deluxe                | Telecinco          | Invitada     |
| 2023        | RTVE responde                 | TVE                | Invitada     |
| 2023 - 2024 | No sé de qué me hablas        | TVE                | Presentadora |
| 2024        | El mejor de la historia       | TVE                | Invitada     |
| 2025        | Universo Calleja              | Telecinco          | Invitada     |
| 2025        | Y ahora Sonsoles              | Antena 3           | Invitada     |
| 2025        | TardeAR                       | Telecinco          | Invitada     |
| TBA         | Me meto en un jardín          | TVE                | Presentadora |

### Series de televisión
| Año  | Serie               | Canal     | Personaje  | Notas                                          |
| ---- | ------------------- | --------- | ---------- | ---------------------------------------------- |
| 1993 | Farmacia de guardia | Telecinco | Ella misma | 1 episodio, Cameo.                             |
| 2004 | 7 vidas             | Telecinco | Ella misma | 1 episodio, Cameo.                             |
| 2010 | Aída                | Telecinco | Ella misma | 1 episodio: La estrategia del esquirol, Cameo. |
| 2022 | La que se avecina   | Telecinco | Ella misma | 1 episodio, Cameo.                             |

### Cine
| Año  | Película            | Personaje     | Notas        |
| ---- | ------------------- | ------------- | ------------ |
| 2004 | El espantatiburones | Katie Current | Papel de voz |

## Premios y reconocimientos
- Ganadora de los TP de Oro (1983), (1986), (1992), a la Mejor Presentadora.
- Ganadora de los Premios Ondas 2005 en la categoría "Trayectoria o labor profesional más destacada".
- Reconocimiento especial de la Asociación Española Contra el Cáncer a su especial implicación y dedicación en contra del consumo de tabaco. (2008)
- 2009, Ganadora en los Premios Shangay en la categoría "Mejor comunicadora".
- 2018, Premio Zoom en la categoría de Honor a su trayectoria, en el Zoom Festival de Igualada.[24]
- 2022, Premio Iris Especial a toda una vida (Academia de las Ciencias y las Artes de Televisión de España)[25]

### Guinness World Records
Mercedes Milá, ha sido premiada con el Guinness World Records por ser la presentadora que más trajes regionales ha llevado en un plató de televisión, con un total de 19 trajes, representando en cada uno de ellos a las comunidades y ciudades autónomas españolas, los cuales fueron llevados a lo largo de las galas de Gran Hermano 10 (2008-2009); además, se hizo entrega del Guinness al programa Gran Hermano España, por ser el Gran Hermano que más temporadas lleva emitidas, con un total de 18 ediciones normales (anónimas), 7 ediciones vip, y 2 especiales: El reencuentro y La Re-Vuelta.

## Libros
- Lo que me sale del bolo. Ediciones España. Barcelona. 2013.[27] ISBN 9788467024241.